# Club de Fútbol Benidorm
El Club de Fútbol Benidorm es un club de fútbol español con sede en Benidorm, Alicante (Comunidad Valenciana) que compite en el grupo VI de Tercera Federación. Nace como resultado de la fusión del Fútbol Club Atlético Benidorm Club Deportivo y el Racing Club de Fútbol Benidorm en 2023. Disputa sus encuentros en el estadio municipal Guillermo Amor, fundado en 1968 y con capacidad de 9 000 espectadores.

## Historia

### Fútbol Club Atlético Benidorm Club Deportivo
El Fútbol Club Atlético Benidorm Club Deportivo se fundó en 1995 como Club de Fútbol Peña Bética Benidorm. En 2005 cambió de nombre a Club Atlético Benidorm; en 2009 a Club de Fútbol Ciudad de Benidorm; en 2016 a Club de Fútbol Atlético Ciudad de Benidorm, y en 2020 a Fútbol Club Atlético Benidorm Club Deportivo.

### Racing Club de Fútbol Benidorm
El Racing Club de Fútbol Benidorm se fundó con el nombre de Club de Fútbol Calvari Benidorm en 2016 y compite en la temporada 2017-18 en la Segunda Regional de la Comunidad Valenciana, proclamándose campeón del Grupo 12, ascendiendo a Primera Regional, en la que termina primero del Grupo 7 en la temporada 2018-19 y asciende a Regional Preferente, en la que se mantiene. En 2019 firmó un convenio de colaboración con el Elche Club de Fútbol, y en 2020 un convenio de filialidad con el Club de Fútbol Intercity, a la vez que convierte al Club Deportivo Polop en su filial.
En julio de 2020 el club cambia de denominación y se inscribe en la Federación de Fútbol de la Comunidad Valenciana como Racing Club de Fútbol Benidorm a la vez que registra la marca comercial Club de Fútbol Benidorm.
En 2023 es adquirido por la empresa DV7 Group de David Villa y Víctor Oñate.